# Kardon

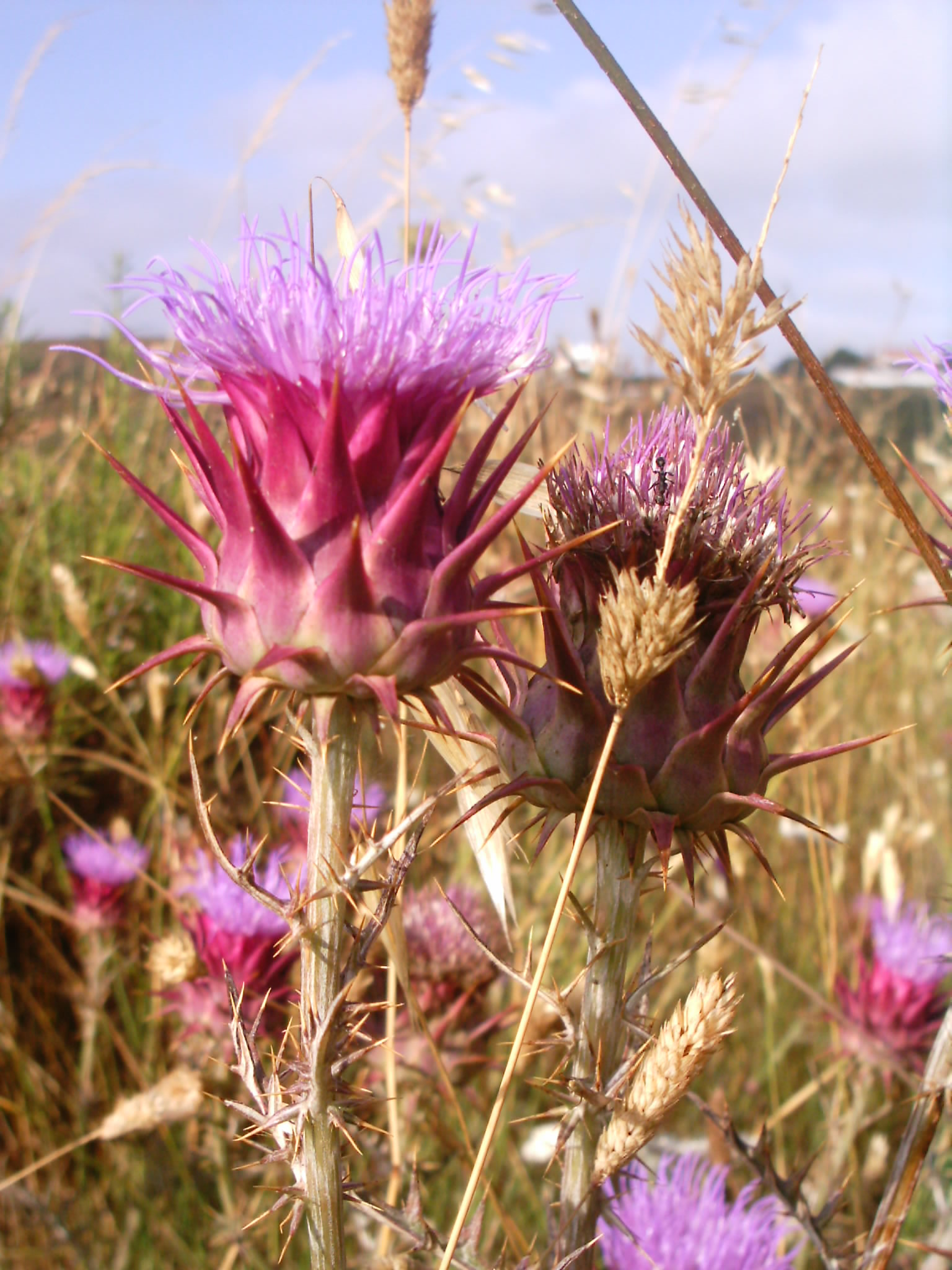
Blommande kardoner

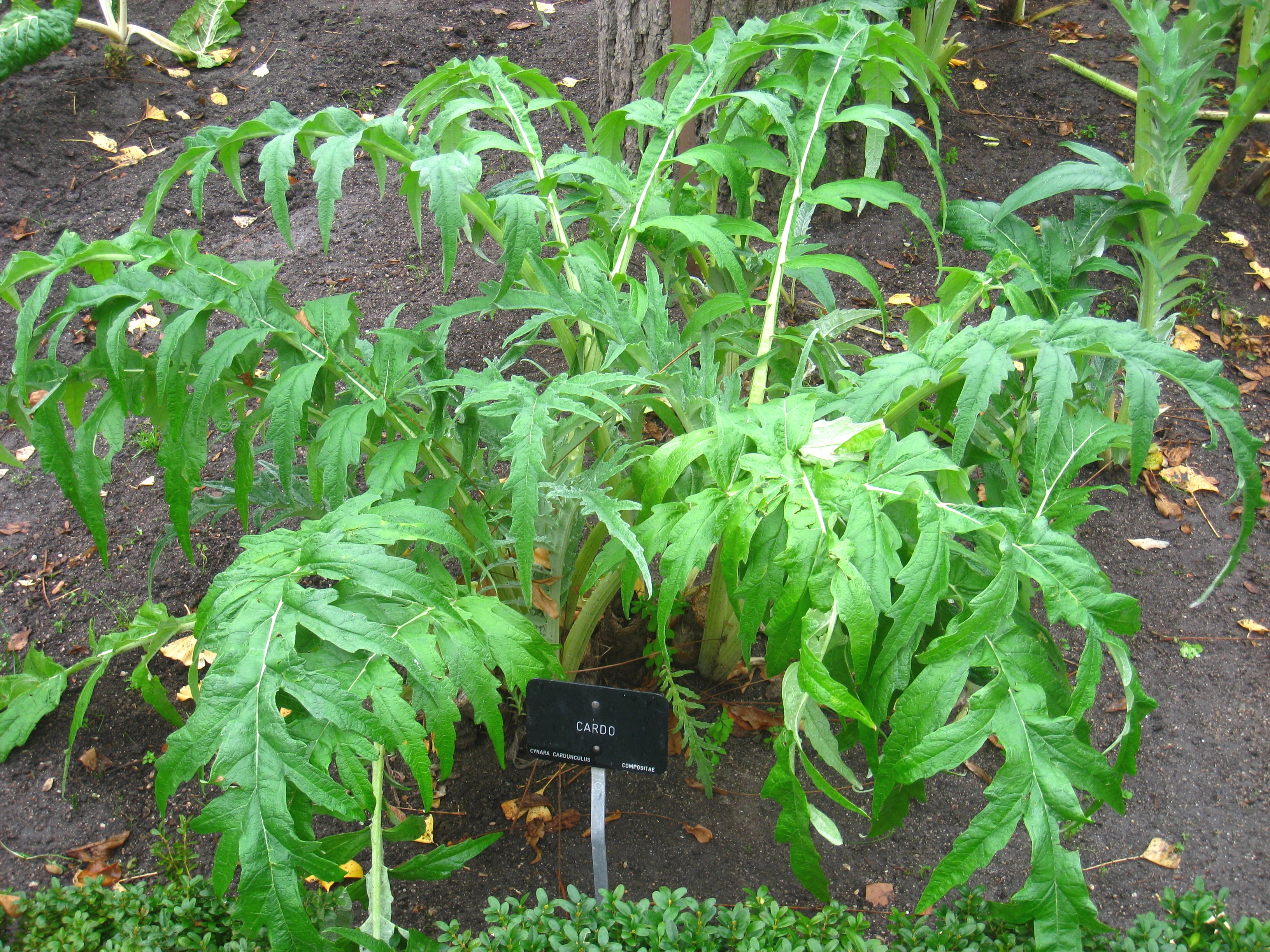
Bladverk av odlad kardon i Madris botaniska trädgård

Kardon (Cynara cardunculus) är en flerårig växt. Den är en tistel i familjen Asteraceae och en nära släkting till kronärtskockan. De har båda sitt gemensamma ursprung som vilt växande arter i Sydeuropa. Kardonen odlas - som ettårig i Sverige - som köksväxt för sina ätliga bladstjälkar. Plantan kan bli stor,  med kraftiga, silvergröna, djupt skurna blad med vit undersida.
Den är inhemsk i Medelhavsregionen, där den domesticerades i antiken och fortfarande förekommer i vilt tillstånd.
Den vilda kardonen är en kompakt flerårig växt, 0,8 till 1,5 meter hög, med gröna till grå-gröna, upp till 50 centimeter långa blad. Blommorna är blålila till purpurfärgade, i ett stort runt massivt huvud, upp till 6 centimeter i diameter.
Kardonen har anpassat sig till torrt klimat och är hemmahörande över Medelhavsområdet från Marocko och Portugal till Libyen och Grekland i öster, och norrut till Kroatien och södra Frankrike. I Frankrike växer den frostkänsliga kardonen vilt endast i södra delen av landet i Gard, Hérault, Aude, Pyrénées-Orientales och Korsika). Växten har blivit invasiv på Pampas i Argentina, och betraktas också som ett ogräs i Australien och Kalifornien.
Den "jättetistel på Pampas" som Charles Darwin rapporterade om, har identifierats som kardon.

## Bildgalleri

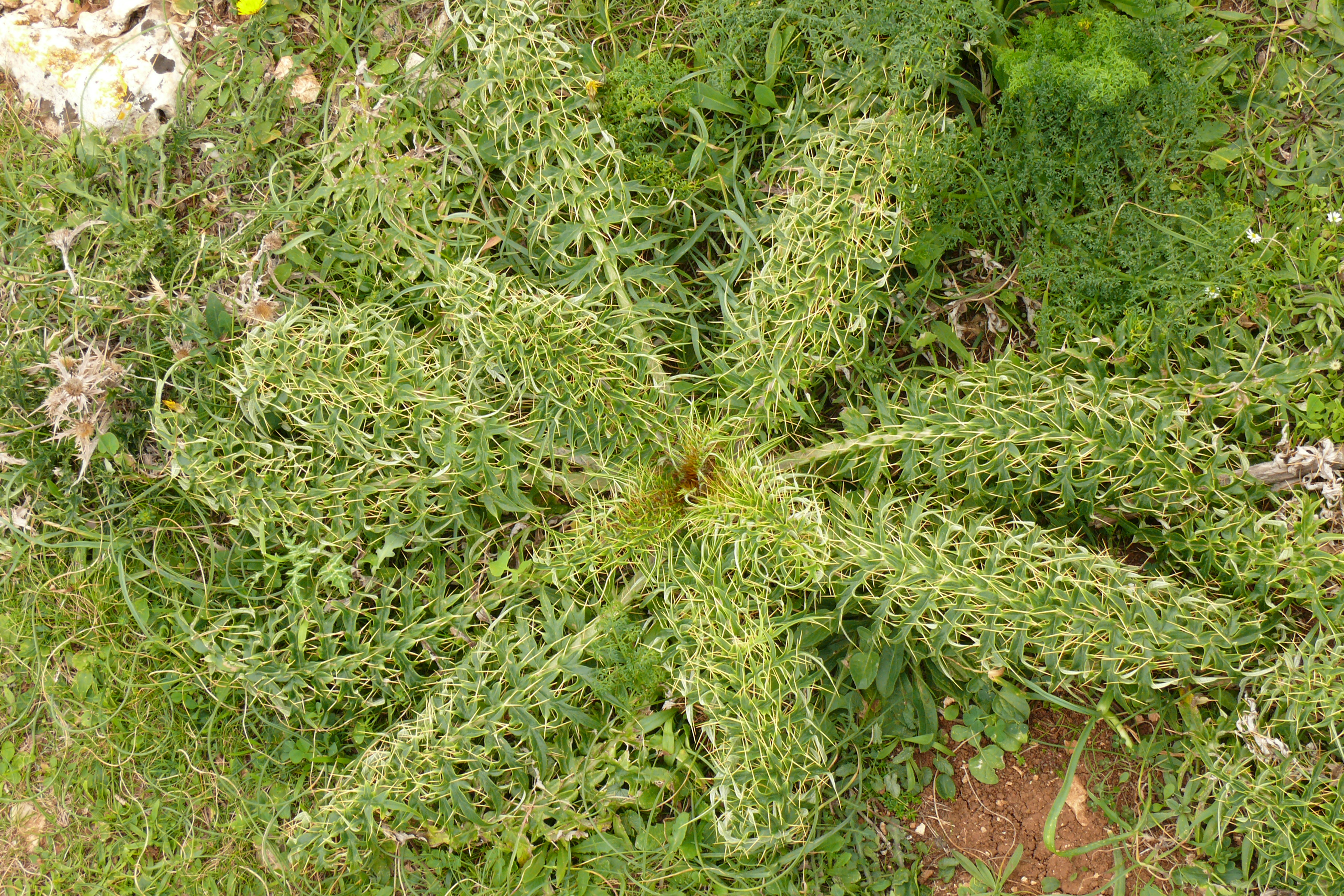
Fräscha blad på vild växt
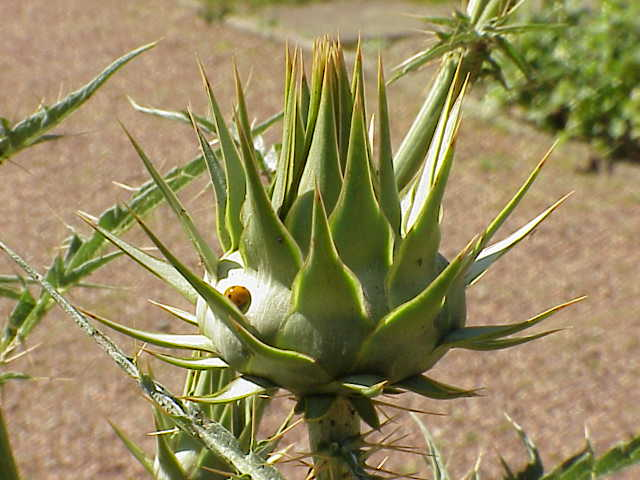
Blomsterknopp
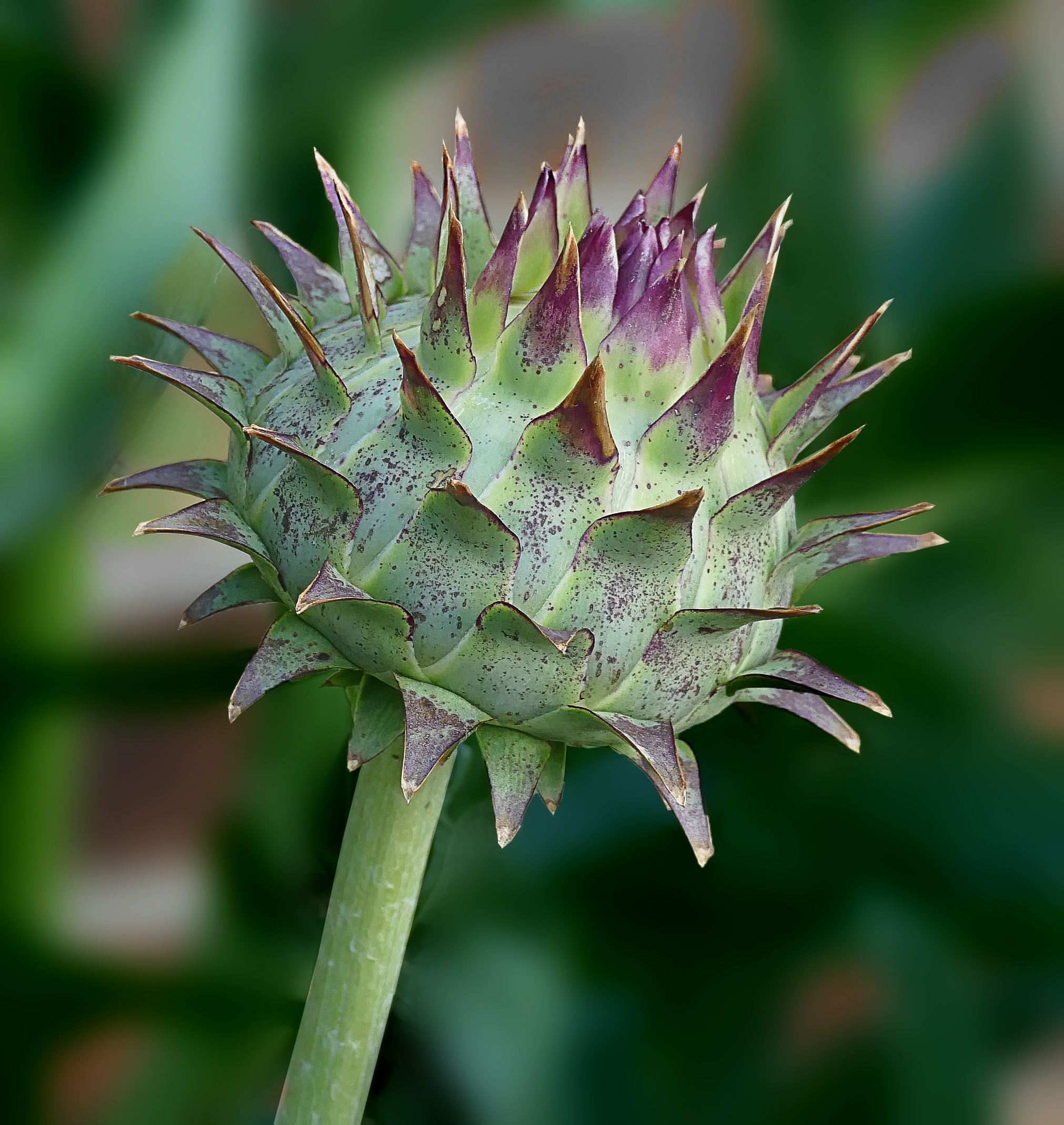
Huvud
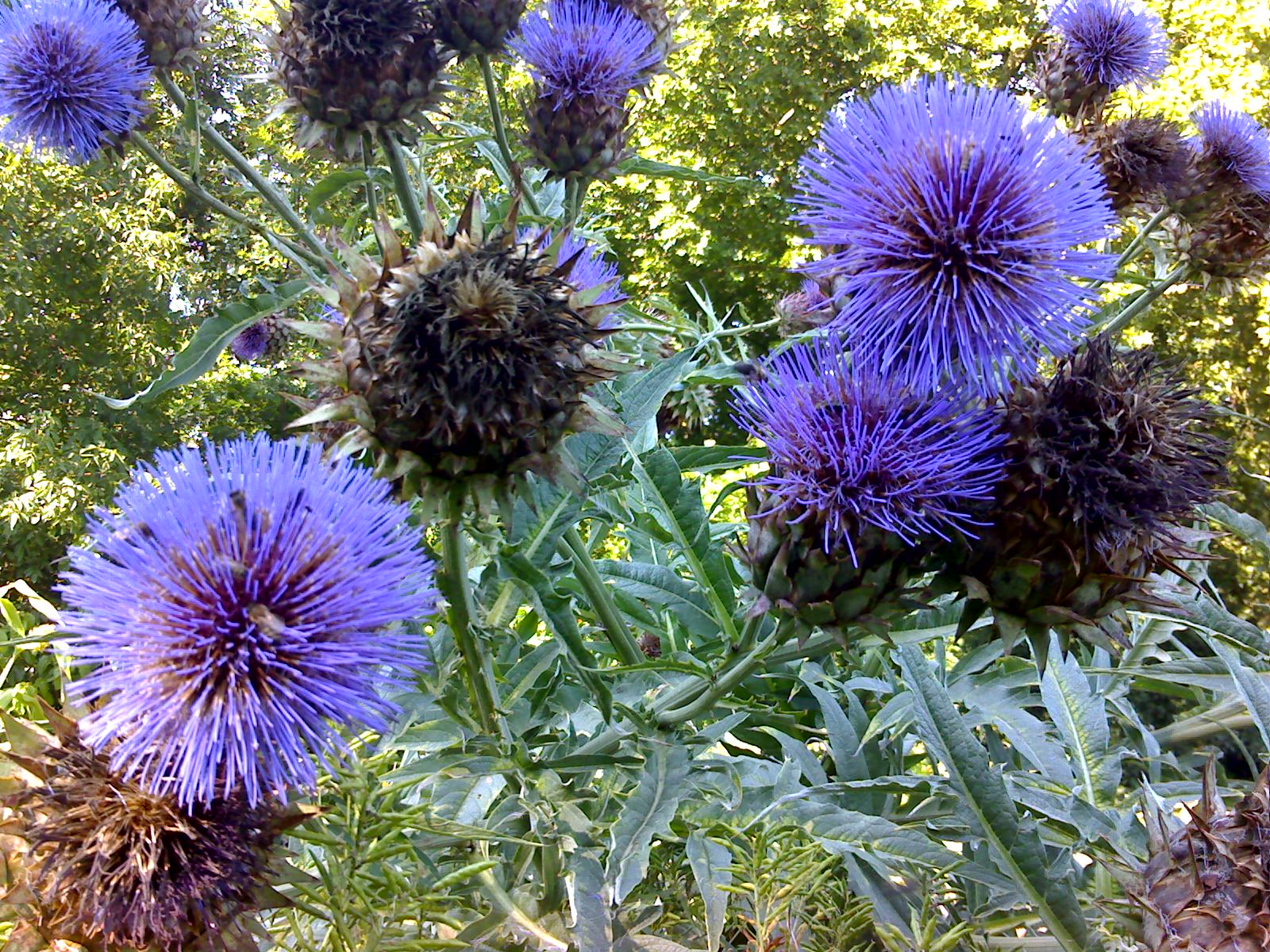
Blommande trädgårdsväxt